# Ludeca de Mercia
Ludeca fue rey de Mercia entre 826 y 827. Ascendió al trono tras la muerte de Beornwulf durante una campaña contra Anglia Oriental. Ludeca murió durante otra campaña contra Anglia Oriental al igual que su predecesor, siendo sucedido por Wiglaf.
Antes de su reinado, Ludeca es mencionado como dux en dos fueros de 824, durante el reinado de Beornwulf.
En el Museo Fitzwilliam de Cambridge de conserva una moneda acuñada durante el reinado de Ludeca. Se cree que este penique de plata fue acuñado en Ipswich por un tal Waerbeald.